# Fábula etiológica
La fábula etiológica es uno de los dos tipos de fábulas en las que se dividen las fábulas clásicas: fábulas etiológicas y fábulas agonales.
Es un tipo de fábula que principalmente es de tipo narrativo, estando próxima a la explicación o interpretación de un mito en clave de exégesis histórica, o de alguna realidad, o de un hecho acaecido en el pasado, o bien cuenta la causa de un don o castigo divino. Otro rasgo de las fábulas etiológicas es que representan una explicación de la realidad, no ejemplifican una conducta que hay que seguir.
Un ejemplo característico de fábula etiológica es la fábula "Los cuadrúpedos y las aves" de Esopo:
- “Hallándose en continua guerra las aves y los cuadrúpedos, se dieron una sangrienta batalla durante la cual, creyendo el murciélago que vencerían los últimos, desertó de las aves y se pasó a los enemigos. Sucedió, sin embargo, que llegando poco después el águila, animó de tal manera a las aves, que peleando con mayor esfuerzo vencieron a los cuadrúpedos. Hiciéronse después las paces, y todos condenaron al murciélago a quitarle las plumas en castigo de su perfidia, prohibiéndole que jamás se presentase a su vista; motivo por el que este animal sólo sale por las noches”